# 太陽帝國 (電影)
《太阳帝国》（英語：Empire of the Sun）是一部1987年的美国成长题材战争片，根据J·G·巴拉德的同名半自传体小说改编，斯蒂芬·斯皮尔伯格执导，主要演员包括克里斯汀·貝爾、約翰·馬克維奇、米兰达·理查森和奈杰尔·哈弗斯。电影的故事背景是第二次世界大战期间的上海市，一个名叫杰米·“吉姆”·格雷厄姆（Jamie "Jim" Graham）的小男孩和生活富足的家人一起生活在这里，但随着战争的发展，他成了一名战俘并被关进大日本帝国在当地建立的一个集中营。
在斯皮尔伯格加入前，哈洛德·貝克和大卫·里恩都曾是本片的导演人选:391。斯皮尔伯格由于对里恩的作品和二战主题有特别的兴趣而产生了导演本片的兴趣。他认为这是他有关“失落的纯真”最为深刻的作品。影片获得了影评人较为正面的评价，但起初在商业上并不成功，在美国上映的收入为2223万8696美元，不过最终通过在其他国家上映获得了不少进帐，收益超过了拍摄成本。

## 剧情
日本自1937年起就与中国处于战争之中，这时该国尚未向美国和英国宣战。主角杰米·格雷厄姆是一位来自英国的上层中产阶级小学生，与父母生活在上海公共租界。珍珠港事件爆发后，他与父母在逃離上海時失散，开始独自生活在空无一人的房子里，每天吃家里所剩下的食物度日。之后他离开自己的家，走进城市中，见识到大都市繁华的同时也遇到了许多日本军人。杰米与一位名叫贝西（Basie）的美国水手一起被日本军人擒获，贝西给他起了个绰号叫“吉姆”。他们被带到上海的龙华集中营，之后又被转移到吴淞集中营。到了1945年太平洋战争结束几个月前，虽然集中营内的各项条件都比较差，但吉姆已经拥有了较为良好的生活条件。他在这里建立起了一个广泛的贸易网络，连营地的指挥官永田（Nagata）上士都有份。
集中营的英国医生罗林斯（Dr. Rawlins）成了吉姆生命中父亲般的人物。隔著倒钩的铁丝网，吉姆与一个日本少年成了朋友，两人都梦想成为一名飞行员。吉姆还把贝西视为偶像，经常到对方所在的美军营地拜访。一次，贝西派吉姆到铁丝网外去设置一处陷阱，后者在那位日本少年的帮助下成功了，只是没想到贝西真正的目的是想看看那块地方有没有地雷。此後贝西允许吉姆搬进美军营地来作为奖励，并开始计划逃离集中营。
永田来到贝西的营地视察，在桌下发现一块偷来的日本肥皂后把贝西狠狠打了一顿。贝西被送进医务室后，他的财物也被其他人偷走。一天清晨，吉姆看到三名日本飞行员在航空基地进行了一个特別攻擊隊的仪式。仪式的气氛庄严肃穆，但吉姆忽然唱起了之前在教會唱過的威尔士摇篮曲，歌聲中無論是日本指揮官還是戰俘自己，都想到了各自的境遇而悲從中來。几分钟后，集中营突然遭到一组美国P-51野马战斗机的攻击，日军随后决定将集中营撤离。在进攻导致的混乱中，贝西违背了自己带吉姆一起离开的承诺独自逃跑了，把吉姆一个人丢在原地。集中营的战俘有许多在撤离的路上因疲劳、饥饿和疾病而丧生，吉姆在路上还看到了数百英里外长崎原子弹爆炸的闪光，并在之后不久听到了日本投降、战争终于结束了的消息。
吉姆偷偷离开了人群并回到吴淞，差点在路上饿死。他遇到了之前认识的日本少年，对方原本也將成為一名特攻隊飛行員，卻因飛機發生故障而僥倖逃過。日本少年此時也记得吉姆，并送给他一颗芒果，还用自己的武士刀帮他切开。正在吉姆准备吃掉芒果时，贝西带着一队武装的人出现了，这些人开始哄抢日本投降后国际红十字会的救济物品。一位美国人认为吉姆会有危险，于是枪杀了那名日本少年。愤怒地吉姆于是拼命追打对方，指责他杀死了自己的朋友。贝西把他拖到一旁，保证自己会带他回上海找父母，但吉姆拒绝了并留在原地。之后，其他的美军士兵終於发现了他并将他送进上海的一间孤儿院，这里还有许多在战争期间失去了双亲的孩子。后来吉姆的父母出现在他面前，但吉姆已经不认识他们了，起初吉姆的父親也沒認出他來而從一旁走過，但母親卻一眼就看出吉姆。一家人終於團聚，吉姆也終於能在母親的懷抱中閉上雙眼。

## 演員
- 克里斯汀·貝爾饰杰米·“吉姆”·格雷厄姆，他起初生活在上海一家富足的英国家庭中，随着二战的爆发而沦为战俘。J·G·巴拉德觉得贝尔和自己当年在外形上有相似之处[4]。贝尔获选出演时年仅12岁，斯皮尔伯格当时的夫人艾米·欧文（英语：Amy Irving）曾与贝尔一起在電視電影《安娜斯塔西娅：安娜的奥秘（英语：Anastasia: The Mystery of Anna）》向丈夫推荐了贝尔，当时为这个角色一共有超过4000名童星参加了试镜[5]；
- 約翰·馬克維奇饰贝西：一般日本占领期间滞留上海美国船只的乘务员。他给杰米起了个绰号“吉姆”，他在被俘後在戰俘營中成為了地下領袖一般的人物，在對杰米關照有加的同時卻也不時利用他。
- 米兰达·理查森饰维克多夫人：吉姆在吴淞江集中营生活时的“邻居”，是个英国女人。她在日軍解散戰俘營後的離散中死去，吉姆在她死去時看到东方的天空上出现了一道亮光，他以为那是维克多夫人的灵魂升入天国，但之后得知那是数百英里外长崎原子弹爆炸的闪光；
- 奈杰尔·哈弗斯饰罗林斯医生：吉姆在吴淞江集中营时类似于父亲的朋友。后者发现很难教会吉姆谦逊的道理。

出演影片的其他演员还包括莱斯利·菲利普斯、郭弼、艾米莉·理查德、保羅·麥甘、乔·潘托里亚诺和班·史提勒，此外还有伊武雅刀和石松葛兹在片中饰演日军士兵。J·G·巴拉德在片中的一个化妆舞会场景里客串出镜。史提勒参加本片演出的过程中想到了电影《開麥拉驚魂》的构思。

## 制作
华纳兄弟公司购买了电影改编版权后打算请哈洛德·貝克来执导，由罗伯特·夏皮罗担任制片人:392。湯姆·斯托帕德撰写了剧本的初稿，其间有J·G·巴拉德的短暂参与:394-398。之后贝克退出了项目，大卫·里恩接过导演一职，斯皮尔伯格担任制片人。里恩表示：“我在上面花了大约一年的时间，但最后还是放弃了，因为感觉这太像是一本日记。剧本有经过精心编写，内容也很有趣，但我还是将之交给了史蒂夫（指斯皮尔伯格）。”:392斯皮尔伯格表示：“从我读到（J·G·巴拉德）小说的那一刻起，我就暗自希望可以亲自导演。”:392。斯皮尔伯格还发现这个项目对他有非常个人化的意义，童年时他最喜欢的电影是里恩的《桂河大桥》，该片也讲述了日本战俘营所发生的故事。他对二战和那一时代飞机的兴趣则是由父亲作为中缅印战区B-25米切尔型轰炸机无线电报务员的经历所引发:392。斯皮尔伯格请门诺·迈依杰斯对剧本进行了一次未列名的改写，之后再请来斯托帕德编写电影的拍摄剧本:394-398。
《太阳帝国》是在英国的埃尔斯特里影城拍摄的，并在上海市和西班牙取景。主创人员在亚洲进行了大量搜寻工作，希望能找到与1941年上海类似的地点。他们于1985年与上海电影制片厂和中国电影集团旗下的中国电影合作制片公司进行了洽淡:49。经过一年的谈判，剧组获许在1987年3月上旬开始进行为期三周的拍摄，这也让本片成为1940年代后第一部在上海拍摄的美国电影:394-398。中共當局允许了剧组将一些字符改为繁体中文，并暂时封闭一些街区来进行拍摄:49，另外还动用了超过5000名当地的臨時演員，其中有一些年纪已经大到可以回忆起40多年前日本占领上海的景象，还有些中国人民解放军士兵扮演了日本军人。据说为了取得实景，当时斯皮尔伯格花巨资移走了黄浦江上所有20世纪30年代后生产的船只。其他拍摄地点包括安達魯西亞的特雷武赫纳，柴郡的诺士佛和伯克郡的桑宁戴尔:49。在英国拍摄时，里恩也经常造访片场:394-398。
斯皮尔伯格希望能尽可能准确地描绘出那个时代，电影拍摄过程中使用过的该时期飞机包括三架A6M零式战斗机的全尺寸复制品，三架存放在英国的P51D野马战斗机。这些野马战斗机是由雷·汉纳、他的儿子马克（Mark），以及“胡夫”·普劳德富特（"Hoof" Proudfoot）驾驭的，由于航拍镜头的复杂性，他们的镜头一共花了10天拍摄完成，其中还包括战斗机低飞后投下500磅由石膏制成的炸弹复制品的镜头，不过镜头上的爆炸则是模拟出来的。片中还动用了一定数量的大尺寸飞机模型，但部分镜头的效果让人感到失望，斯皮尔伯格于是亲自扩展了电影的合约条款，在西班牙拍摄时使用的是全尺寸的飞机和飞机员模型。:63-65
工业光魔公司设计制作了电影中的视觉效果段落，片中长崎原子弹爆炸的镜头使用了電腦繪圖。诺曼·雷诺兹获聘担任电影的美術指導，而维克·阿姆斯特朗则担任特技协调员。:63-65
在上海拍摄时，因摄制组焚烧旧橡胶轮胎、柏油等物造成污染，上海市环境保护局对摄制组进行了相应的处罚。

## 反响

### 票房
《太阳帝国》于1987年12月11日予以限量发行，1987年12月25日再进行全面上映。影片在北美上映收入为2223万8696美元，其他国家4446万美元，全球总票房6670万，虽然已经接近于预算总额的两倍，但仍被认为是斯皮尔伯格在商业上的一部失败之作。1989年时，斯皮尔伯格曾说：“……《太阳帝国》不是个非常商业化的项目，也不会有较为广阔的观众面……我已经获得了在商业上失败的权利。”:394-398

### 专业评价
根据烂蕃茄上收集的39篇专业评论文章来看，其中有32篇给出了“新鲜”的正面评论，“新鲜度”为82%，平均得分7（最高10分）。而在Metacritic收集的17篇文章中，有9篇给出好评，1篇差评，7篇褒贬不一，平均得分60（最高100）。原著作者J·G·巴拉德给予电影正面评价，并且特别对其中克里斯汀·貝爾的表现留下了深刻印象。并非所有的专业影评人都给予影片肯定:392，《时代》的理查德·科利斯称斯皮尔伯格“已经给每一帧画面增加了引经据点的花招及充足的信息和感情”。《纽约时报》的简妮特·玛斯林（Janet Maslin）称本片有着“辉煌的视觉体验，英勇的冒险精神和无比巨大的范围，让人难以忘怀”。《华尔街日报》的朱莉·萨拉蒙（Julie Salamon）写道，本片“拥有剧作家湯姆·斯托帕德前卫而聪明的剧本，斯皮尔伯格根据巴拉德先生非凡的战争体验拍出了一部非凡的电影”。《乡村之声》的J·霍伯曼（J. Hoberman）谴责斯皮尔伯格“恬不知耻地以儿童为中心”的做法削弱了电影严肃的主题:392。罗杰·埃伯特给出的评价褒贬不一：“尽管电影中有一定的情感潜力，但却并没怎么打动我。可能是因为就像个孩子一样，我觉得你可以玩飞机的世界不会那么糟糕。”他给本片的评价为两星半（最高四星）。在他和吉恩·西斯克尔共同主持的电影评论电视节目中，艾伯特称本片“如果一直脚踏实地倒还是个好点子。”西斯克尔则补充道：“我不知道这部电影是要讲什么。里面牵涉到的不同环节把我给搞蒙了。一方面，如果是想要讲述一个孩子眼里的战争是什么模样，那你可以看看刚刚上映，由约翰·保曼执导的《希望与荣耀》，那可（比本片）好多了，而且在展开儿童奇思妙想战争观方面也更加大胆。另一方面，这部电影又想要减少一点风险，令其有些冒险电影的特点，所以你可以看到像《印第安纳·琼斯》那样的内容，约翰·马尔科维奇的角色帮助孩子经历所有战争的乐趣。我不知道斯皮尔伯格到底想干什么。”

### 奖项
本片是克里斯汀·貝爾出演的第二部作品，他因此获得了國家評論協會的一项特别奖，这个名为最佳少年演员表演奖的奖项正是特别为他在《太阳帝国》里的表现而设立的。在第60届奥斯卡金像奖角逐中，《太阳帝国》获得了艺术指导、摄影、剪辑、原创配乐、服装设计和音效6项提名，但最终都没有获奖，全部败给了柏納多·貝托魯奇的《末代皇帝》。获得摄影奖提名的艾伦·达维奥公开表达了自己的不满：“我无意在事后批评（美国电影艺术与科学）学院，但我对自己获得提名而史蒂芬没有提名感到非常遗憾。是他的远见让这一切变成现实，如果史蒂芬没有拍摄这些电影，我们现在都不会在这里。”:394-398。虽然在奥斯卡奖角逐中失利，但影片获得了第41届英国电影学院奖的摄影、音效和配乐奖项，另有美術指導、劇裝設計和改编剧本奖提名。斯皮尔伯格获得了美国导演协会杰出电影导演成就奖的提名，而艾伦·达维奥则赢得了美国电影摄影师协会的杰出电影摄影成就奖。《太阳帝国》在第45届金球奖角逐中获得了正剧类最佳影片奖和最佳原创配乐奖提名，但同样不敌《末代皇帝》。此外，约翰·威廉斯还获得了一项葛萊美獎提名。

## 主题
飞翔象征着吉姆从战俘营逃生的可能性和危险性。他对毗邻战俘营机场上日本飞行员的英雄崇拜情节也表现出他与自己战前思想的不同以及与那个时期社会的日渐疏远。原著作者巴拉德回忆道：“我想，当年日本人的确是对中国人很残暴，所以我对他们也没有任何感伤之情。”“但年幼的孩子总是试图要尽可能找到他们的英雄。不可否认的是，那些日本人极其勇猛。他们对爱国主义（和）对自己国家的忠诚有着非常复杂的看法。吉姆对自己的认定有多次变化，起初是和日本人一起；然后，当美国人开着野马和B-29飞过来时，他又变得很喜欢美国人。”:392
世界末日般的战争环境和吉姆看到长崎原子弹爆炸闪光的电影高潮部分给予斯皮尔伯格一个强烈的视觉隐喻，“在这个男孩的纯真死亡和这个世界的纯真死亡之间创作一个平行的故事:393。”斯皮尔伯格表示，他“对纯真的死亡有浓厚的兴趣，虽然每一个人都这么认为，而且我自己也承认，我的生命就给人一种衰减童年的印象，但（这个故事讲述的并）不是什么童年的衰减。这与彼得潘完全相反，讲述的是一个成长过快孩子的故事”。斯皮尔伯格之前涉及的其他主题也呈现在了《太阳帝国》中，包括一个孩子与自己的父母分离（《横冲直撞大逃亡》、《E.T.外星人》、《第三类接触》和《吵闹鬼》，电影历史学家兼作家科沃斯基把这些电影列为斯皮尔伯格的“家庭”或反家庭电影，代表他缺乏父爱的童年）和第二次世界大战（《1941年》和《法櫃奇兵》）。斯皮尔伯格对此表示：“我的父母在我14还是15岁的时候离婚了。任何一个有过类似经历的人都会对分离有着深切的感受。”

## 流行文化
美军P51野马战斗机对日本战俘营充满戏剧性的攻击伴随着吉姆口中的呐喊“……天上的凱迪拉克！”（...the Cadillac of the skies!）这句台词起初出现在巴拉德的原著中，原文是“空战中的凱迪拉克”（Cadillac of air combat），之后再通过剧本进入城市神话，并被认为是战争年代的产物。史蒂文·布尔（Steven Bull）在2004年版的《军事技术和创新百科全书》里错误地引称这句口号诞生于1941年。约翰·威廉斯的电影原声带唱片中有一首名为《天上的凱迪拉克》（Cadillac of the Skies）的独立曲段。这一短语之后已经用于指代其它飞机，包括在澳大利亚服役的F-111戰鬥轟炸機。

### 引用
1. 1 2 3 4  Forsberg, Myra. . The New York Times. 1988-01-10  [2013-08-31]. （原始内容存档于2009-04-10）.
2. 1 2 3 4 5 6 7 8 9 10 11 12 13 14 15  McBride, Joseph. . New York: Faber & Faber. 1997. ISBN 0-571-19177-0.
3. 1 2  . Box Office Mojo. Amazon.com.   [2013-08-31]. （原始内容存档于2013-05-11）.
4. 1 2 3 4  Sheen, Martin (narrator), Steven Spielberg, J. G. Ballard, and Christian Bale. "The China Odyssey: Empire of the Sun". American Broadcasting Company. 1987
5. ↑  Wills, Dominic. . Tiscali.   [2013-08-31]. （原始内容存档于2013-04-20）.
6. ↑  Adam B. Vary. . Entertainment Weekly. 2008-03-09  [2013-08-31]. （原始内容存档于2013-08-08）.
7. 1 2 3 4 5  Walker, Jeff. .  24. 1988-01.
8. ↑  谢正宜. . 新闻晚报. 2006-12-27  [2014-01-11]. （原始内容存档于2017-01-13） （中文）.
9. ↑  解振华. . 中国: 中国环境科学出版社. 1994-10-01  [2017-01-11]. ISBN 9787800936814 （中文）.
10. ↑  Friedman, Lester D.; Notbohm, Brent. . Jackson, Mississippi: University Press of Mississippi. 2000: 137. ISBN 978-1-57806-113-6.
11. ↑  . Rotten Tomatoes. Flixster.   [2013-08-31]. （原始内容存档于2013-06-16）.
12. ↑  . Metacritic. CBS.   [2013-08-31]. （原始内容存档于2012-10-24）.
13. ↑  Richard Corliss. . Time. 1987-12-07  [2013-09-01]. （原始内容存档于2013-08-19）.
14. ↑  Maislin, Janet. . The New York Times. 1987-12-09  [2013-09-01]. （原始内容存档于2012-06-25）.
15. ↑  Salmon, Julie. . The Wall Street Journal. 1987-12-09  [2013-09-01]. （原始内容存档于2012-10-24）.
16. ↑  Ebert, Roger. . Chicago Sun-Times. 1987-12-11  [2013-09-01]. （原始内容存档于2013-06-02）.
17. ↑  . Siskel & Ebert. Disney-ABC Domestic Television. 1987-12-12  [2013-09-01].
18. ↑  . Siskel & Ebert. Netflix. 1987-12-12  [2013-09-01].
19. ↑  . National Board of Review, 2003.   [2013-08-31]. （原始内容存档于2012-10-10）.
20. ↑  . Academy of Motion Picture Arts and Sciences.   [2013-08-31]. （原始内容存档于2012-09-28）.
21. ↑  . Internet Movie Database. Amazon.   [2013-08-31]. （原始内容存档于2013-02-10）.
22. ↑  . Internet Movie Database. Amazon. 1988-03-12  [2013-08-31]. （原始内容存档于2011-02-12）.
23. ↑  . Internet Movie Database. Amazon.   [2013-08-31]. （原始内容存档于2011-03-02）.
24. ↑  . goldenglobes.org. Hollywood foreign press association.   [2013-08-31]. （原始内容存档于2013-06-16）.
25. ↑  . Internet Movie Database. Amazon. 1989-02-22  [2013-08-31]. （原始内容存档于2012-01-07）.
26. 1 2  Kowalski, Dean A. . Lexington, Kentucky: University Press of Kentucky. 2008: 35, 67. ISBN 978-0-8131-2527-5.
27. ↑  Ballard, J.G. . First. London: Victor Gollancz Ltd. 1984: 151. ISBN 0-575-03483-1.
28. ↑  Bull, Steven. . Santa Barbara, California: Greenwood. 2004: 184. ISBN 978-1-57356-557-8.
29. ↑  . AllMusic.   [2013-09-01]. （原始内容存档于2012-08-29）.
30. ↑  . Filmtracks.   [2013-09-01]. （原始内容存档于2013-08-26）.
31. ↑   (PDF). House of Representatives Official Hansard No. 17. 2006-11-27  [2013-09-01]. （原始内容 (PDF)存档于2011-11-24）.